# Parodontodynerus
Parodontodynerus (лат.) — род одиночных ос (Eumeninae). Палеарктика.

## Описание
Осы средних размеров (около 1 см). Основная окраска чёрная со светлыми отметинами. Взрослые самки охотятся на личинок насекомых, которые служат кормом для развития собственных личинок осы. От близких родов отличаются следующими признаками: тегула слабо пунктирована, немного превышает паратегулу и значительно меньше щитика; средняя часть передней поверхности переднеспинки гладкая; метанотум с боковыми ламеллами; самка с одной цефалической ямкой, расположенной около затылочного киля.

## Классификация
Род был выделен в 1938 году для вида Eumenes ephippium Klug, 1817. Род включают в состав подсемейства Eumeninae. Близок к роду Brachyodynerus.
- Parodontodynerus aramaeus Blüthgen, 1955
- Parodontodynerus ephippium (Klug, 1817)
  - =P. ephippium dalanicus Kurzenko, 1976[5]
- Parodontodynerus hauseri Gusenleitner, 1994
- Parodontodynerus rufinus (Kostylev, 1940)